# Abatus nimrodi
Abatus nimrodi is een zee-egel uit de familie Schizasteridae.
De wetenschappelijke naam van de soort werd in 1911 gepubliceerd door René Koehler.